# 中谷あずみ
中谷 あずみ（なかたに あずみ）は、日本の女性声優。主にアダルトゲームに声をあてている。

## 出演
太字はメインキャラクター。

### アダルトゲーム
- Aries LoveDream（2004年、野々村たえ子）
  - Aries PureDream（2004年、野々村たえ子[1]）
- 水夏A.S+〜SUIKA〜（2004年、名無しの少女[2]、鳥、お嬢）
- LOST M（2004年、神崎円）
- CircusLand I 〜ドキ! ヒロインいっぱい初音島★コスプレミスコン祭り♪よりどりみどりで♪好きな子選んで着せ替え育成デートだょ 兄さん♪〜（2007年、名無しの少女[3]）

### 一般向ゲーム
- 水夏A.S+〜SUIKA〜 Eternal Name（2007年、名無しの少女、鳥、お嬢）